# Candidatus magisterii
Candidatus magisterii (weiblich candidata magisterii), abgekürzt und normalerweise cand.mag. genannt, ist ein akademischer Grad in Dänemark und ehemals in Norwegen. Der Grad wird nach fünfjährigem Studium verliehen und in Dänemark offiziell als Master of Arts übersetzt. Der Grad wurde nach dänischem Vorbild bis 2003 auch in Norwegen verliehen und hat dort normalerweise eine 4- bis 5-jährige Universitätsausbildung erfordert. Der schwedische Grad magisterexamen ist dem dänischen und norwegischen candidatus magisterii gleichwertig.
Der Grad cand.mag. ist nicht mit dem skandinavischen, meist 7- bis 8-jährigen Forschungsgrad Magister (in Dänemark und Norwegen im 20. Jahrhundert mag.art. oder mag.scient.) zu verwechseln.